# Flughafen Bodø

i7
i11
i13
Der Flughafen Bodø (norw. Bodø lufthavn, IATA-Code: BOO, ICAO-Code: ENBO) ist ein ziviler Flughafen in Norwegen. Er liegt auf dem Gebiet der Kommune Bodø an der Westspitze einer Halbinsel in der Provinz Nordland.
Die norwegischen Luftstreitkräfte Luftforsvaret nutzte ihn im Kalten Krieg und den folgenden drei Jahrzehnten bis Anfang 2022 als Militärflugplatz unter der Bezeichnung Bodø hovedflystasjon. Der Flugplatz war unter anderem Basis der nördlichen der beiden Alarmrotten an der Nordflanke der NATO. (Die südliche wurde durch die dänische Flyvevåbnet gestellt und lag zunächst in Aalborg und später in Skrydstrup.)
In diesen Jahrzehnten wurde er bereits zivil mitgenutzt. Hier befindet sich auch das Norsk Luftfartsmuseum.

## Geschichte
Die Fliegerei begann in Bodø bereits Anfang der 1920er Jahre mit Postflügen und in den Jahren vor dem Zweiten Weltkrieg wurde die Stadt von Wasserflugzeugen der Gesellschaft Widerøe angeflogen.
Nach dem Beginn der Invasion Norwegens durch die deutsche Wehrmacht kam es im Verlauf der anschließenden Landung britischer Kräfte im Norden im Frühjahr 1940 zum Bau einer aus Holzplanken bestehenden ersten Start- und Landebahn durch britische Truppen. Die ersten Gloster Gladiator Abfangjäger der Royal Air Force trafen Ende Mai auf dem neuen Flugfeld ein. Nach Einnahme der Stadt durch die Wehrmacht übernahm die Luftwaffe den Flugplatz und baute ihn zu einem Fliegerhorst mit Betonpiste aus. Ein Nutzer war zwischen Januar und April 1942 die mit Bf 109E ausgerüstete 7. Staffel des Jagdgeschwaders 5 (7./JG 5). Zu vermehrtem Flugbetrieb kam es erst wieder im letzten halben Kriegsjahr.
Erst durch den Beginn des Kalten Krieges kam es Anfang der 1950er Jahre zu einer Wiederbelebung des an der Nordflanke der NATO gelegenen Flugplatzes. Ein neuer Flugplatz entstand etwas südwestlich des früheren Fliegerhorstes. Dieser wurde 1952 für den zivilen Flugbetrieb und einige Jahre später für den militärischen Flugbetrieb eröffnet. Die NATO investierte gegen Ende des Jahrzehnts nochmals erheblich um die Basis in die Lage zu versetzen, im Ernstfall eine größere Luftstreitmacht beherbergen zu können.

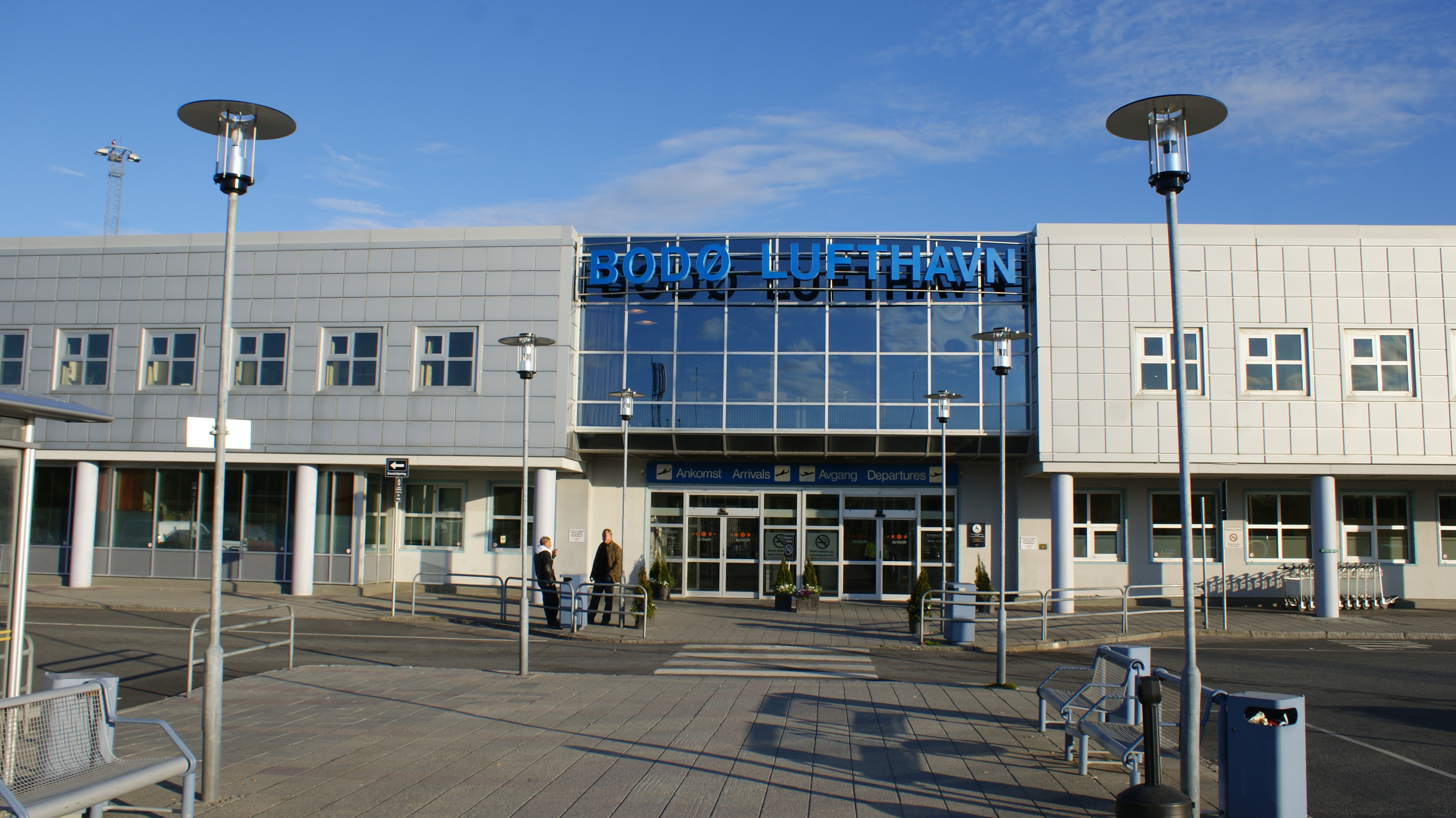
Terminalgebäude des Flughafens Bodø

Ab 1955 war die Bodø hovedflystasjon Heimatstützpunkt von zwei Kampfstaffeln, der 331. und 334. Skvadron. Beide flogen zunächst noch mit der F-84G, rüsteten jedoch bereits 1957 bzw. 1958 auf F-86F um, die bei der 334. 1960 durch F-86K ersetzt wurden. Die F-86 wurde ihrerseits ab August 1963 bei der 331. Staffel durch F/RF/TF-104G ersetzt, die sie bis 1981 nutzte. Die 334. Staffel flog ab 1967 zunächst für einige Jahre die F-5A/B und erhielt 1973 CF-104, die bis 1982 in Dienst standen.
Daneben lag hier seit Anfang 1966 die 719. Skvadron, die bis 1990 mit UH-1B Helikoptern und leichten DHC-6 Transportern ausgerüstet war. Während die Hubschrauber 1990 aus dem Betrieb genommen wurden, existierte die Staffel als reine Transportflugzeug-Staffel noch bis ins Jahr 2000 weiter.
Im Juni 1975 kam die Concorde zu Testflügen nach Bodø.

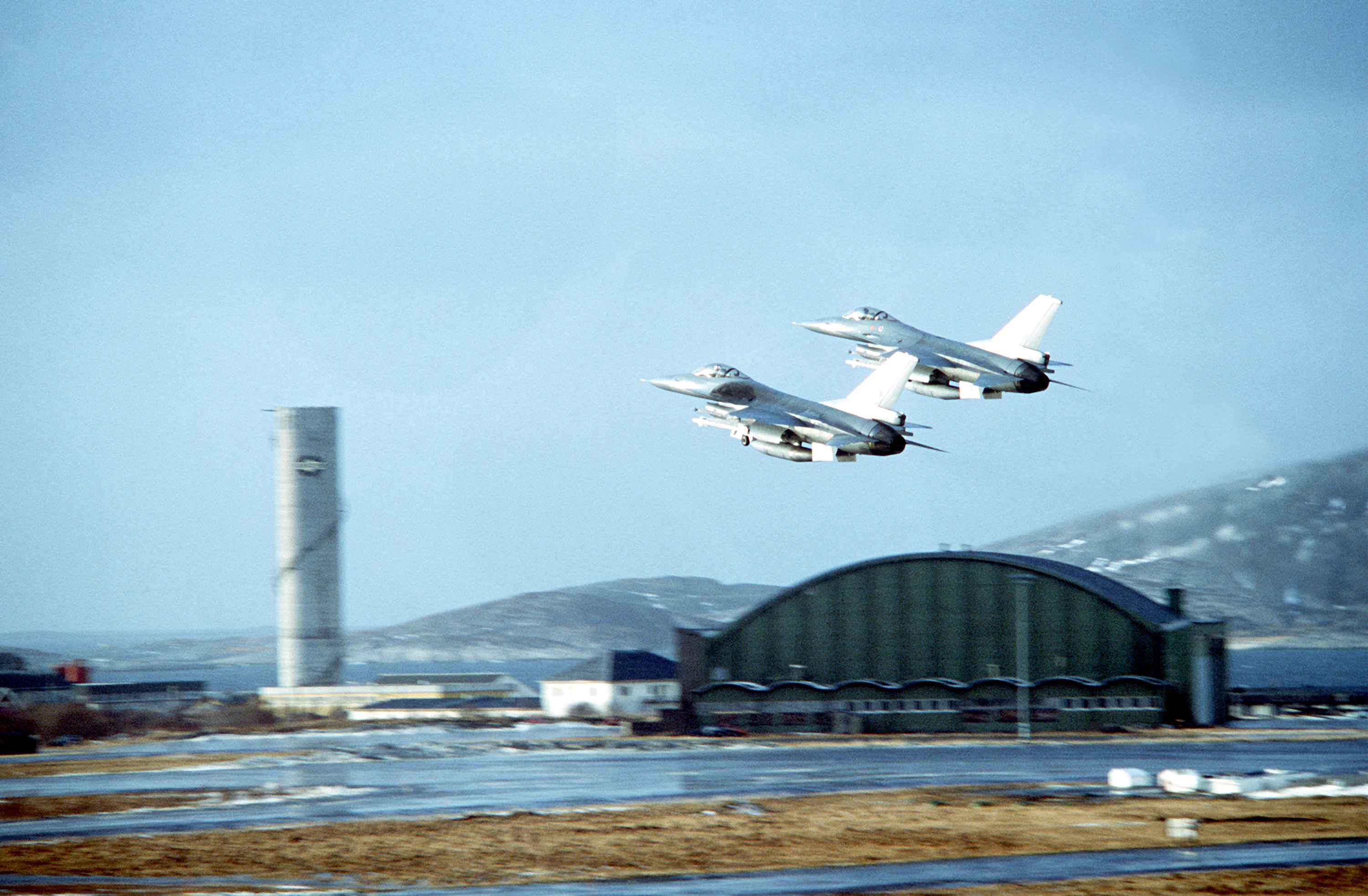
F-16-Rotte beim Start, Bodø, 1982

Das F-16-Zeitalter begann 1981 bzw. 1982 bei den beiden Bodøer Staffeln. Im Rahmen einer Truppenreduzierung kam die 332. Skvadron im Mai 2002 aus Rygge nach Bodø während die 334. im gleichen Jahr außer Dienst gestellt wurde. Fortan teilten sich die 331. und 332. Staffel die nördliche QRA-Bereitschaft.
Die Planungen für ein neues ziviles Abfertigungsterminal begannen Anfang der 1980er Jahre, die Umsetzung des Projekts wurde aber erst 1988 in Angriff genommen und im Frühjahr 1990 wurde das Terminal mit elf Flugsteigen, drei davon mit Fluggastbrücken, fertiggestellt. Die Passagierzahlen lagen bei der Eröffnung bei jährlich 820.000 und stiegen bis 2017 auf 1.831.407.
Die F-16 operierten 40 Jahre von Norwegens nördlichster Kampfflugzeugbasis in Bodø, seit 2002 gehörten die beiden Staffeln zum 132. Luftgeschwader (132 luftving). Die 332. Staffel gab 2017 ihre F-16 ab und wurde in Ørland als F-35-Staffel neu aufgestellt. Kurz vor der Außerdienststellung des Flugzeugtyps durfte Prinzessin Ingrid Alexandra im Dezember 2021 auf einer F-16BM der verbliebenen 331. Staffel mitfliegen. Im Rahmen des geplanten Komplettumbaus des Flughafens (siehe nächster Abschnitt) wurde beschlossen die nördliche QRA-Bereitschaft mit Einführung der F-35-Kampfflugzeuge nach Evenes zu verlegen und den militärischen Flugbetrieb mit Ausnahme der Rettungshubschrauber in Bodø Anfang 2022, offiziell am 6. Januar des Jahres, einzustellen.

### Geplanter Umbau
Im März 2017 wurde nach langer Planung vom Storting beschlossen, dass der Flughafen massiv umgebaut wird. Unter anderem soll die Rollbahn in Gänze um etwa 900 Meter nach Süden verlegt werden. Dadurch soll Platz geschaffen werden für größere Hafenanlagen und dringend benötigte Wohnungen. Als Gesamtkosten sind zwischen 4,5 und 7,5 Mrd. NOK (etwa 490–769 Mio. EUR) veranschlagt. Der Umbau soll etwa 2023 beginnen und 2029 abgeschlossen sein.
Als Folge der Ausweitung des Russisch-Ukrainischen Kriegs im Jahr 2022 soll auch der militärische Bereich modernisiert werden um zukünftig im Krisen- oder Kriegsfall eine größere Anzahl alliierter Flugzeuge aufnehmen zu können.

## Militärische Nutzung
Nach Schließung der Bodø hovedflystasjon Anfang 2022 beschränkt sich die militärische Nutzung auf ein Detachment der 330. Skvadron des Redningshelikoptertjenesten. Das hiesige SAR-Detachment war fast 50 Jahre, von Mai 1973 bis Dezember 2022, mit Sea King Mk.43 Rettungshubschraubern ausgerüstet und fliegt seither die AW101 Mk612 „SAR Queen“.

## Fluggesellschaften und Ziele

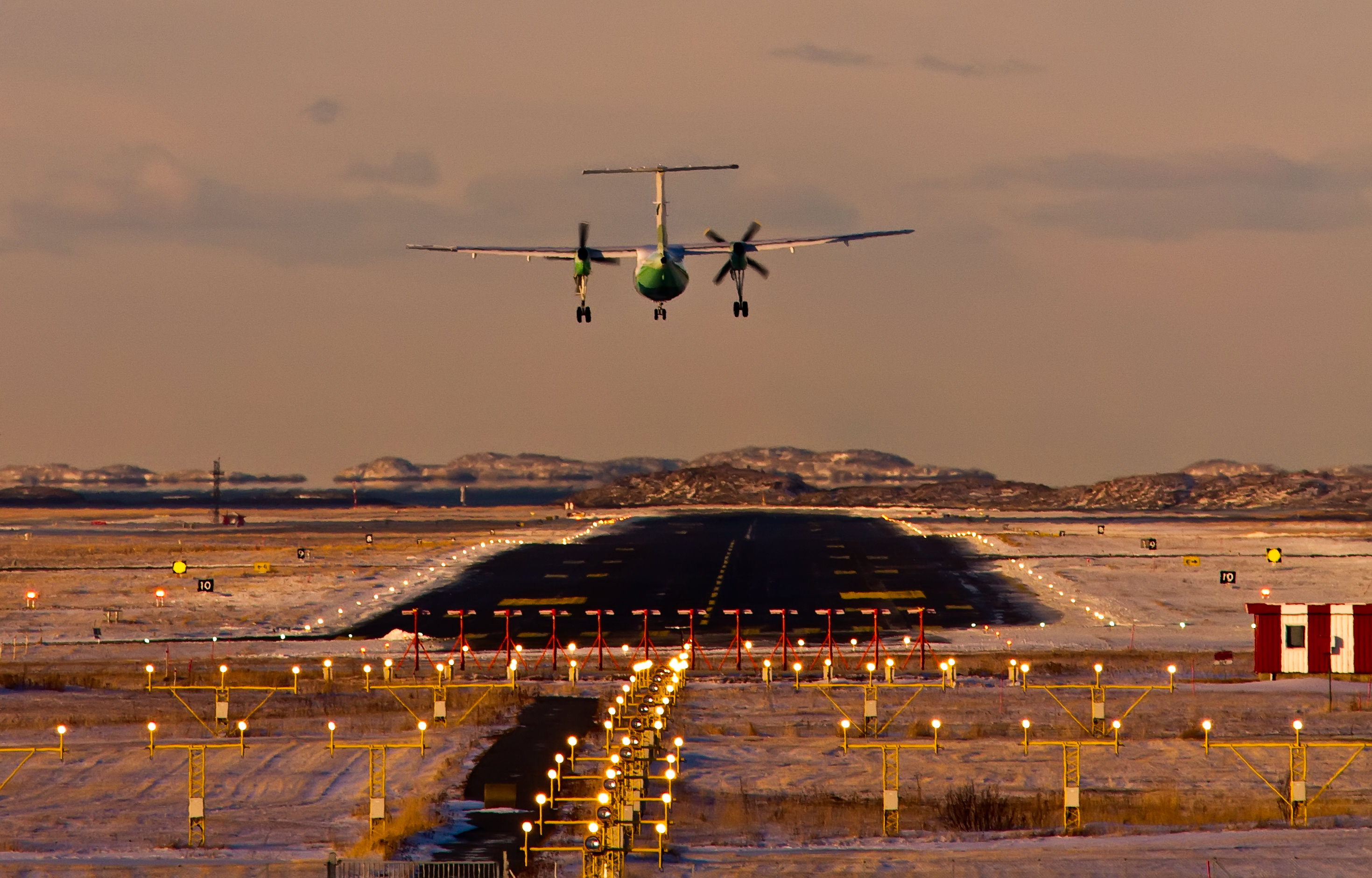
Widerøe De Havilland DHC-8, Bodø, 2010

Bodø wird im innernorwegischen Linienverkehr von Lufttransport, die eine Hubschrauberverbindung anbieten, sowie Norwegian Air Shuttle, SAS Scandinavian Airlines und Widerøe’s Flyveselskap angeflogen, wobei Norwegian auch internationale Flugziele bedient. Hinzu kommen saisonal eine Reihe von internationalen Charterfluggesellschaften, insbesondere zu den Ferienzeiten.

## Verkehrszahlen
| Jahr | Fluggastaufkommen | Luftfracht (Tonnen) (mit Luftpost) | Flugbewegungen (mit Militär) |
| ---- | ----------------- | ---------------------------------- | ---------------------------- |
| 2017 | 1.831.407         | -                                  | 43.625                       |
| 2016 | 1.801.249         | -                                  | 43.982                       |
| 2015 | 1.733.330         | -                                  | 42.902                       |
| 2014 | 1.703.597         | 2.273                              | 43.392                       |
| 2013 | 1.670.451         | 1.910                              | 42.531                       |
| 2012 | 1.730.656         | 1.909                              | 43.507                       |
| 2011 | 1.736.754         | 2.072                              | 43.520                       |
| 2010 | 1.611.869         | 2.058                              | 42.420                       |
| 2009 | 1.554.458         | 2.317                              | 41.782                       |
| 2008 | 1.500.115         | 2.793                              | 43.505                       |
| 2007 | 1.005.119         | 2.889                              | 44.149                       |
| 2006 | 1.430.302         | 4.188                              | 44.176                       |
| 2005 | 880.719           | 4.588                              | 44.358                       |
| 2004 | 868.064           | 3.748                              | 43.790                       |
| 2003 | 1.242.825         | -                                  | 43.381                       |
| 2002 | 1.275.229         | 3.000                              | 41.820                       |
| 2001 | 1.436.456         | 3.551                              | 48.458                       |
| 2000 | 1.444.237         | 4.898                              | 48.218                       |
| 1999 | 1.486.628         | 5.427                              | 48.515                       |